# بیبر (کالیفرنیا)
بیبر (به انگلیسی: Bieber) یک منطقهٔ مسکونی در ایالات متحده آمریکا است که در شهرستان لاسن، کالیفرنیا واقع شده‌است. بیبر ۴٫۳۹ کیلومتر مربع مساحت و ۳۱۲ نفر جمعیت دارد و ۱٬۲۵۷ متر بالاتر از سطح دریا واقع شده‌است.